# Gonolobus jaliscensis
Gonolobus jaliscensis là một loài thực vật có hoa trong họ La bố ma. Loài này được B.L.Rob. & Greenm. mô tả khoa học đầu tiên năm 1894.